# Rajneeshpuram
Rajneeshpuram est une communauté intentionnelle dans le comté de Wasco, en Oregon, brièvement constituée en tant que ville entre 1981 et 1988. Sa population se composait entièrement de disciples du gourou indien Bhagwan Shree Rajneesh,,, dit Osho. Ses citoyens et dirigeants étaient responsables de l'attaque bioterroriste de The Dalles de 1984, la plus grande attaque bioterroriste des États-Unis, ainsi que le 1985 Rajneeshee assassination plot, dans lequel ils ont conspiré pour assassiner Charles H. Turner, le procureur de l’Oregon.

## Historique

### Établissement dans l'Oregon
Les tensions avec le public et les menaces d’action punitive des autorités indiennes ont initialement motivé les fondateurs et les dirigeants du mouvement Rajneesh, Bhagwan Shree Rajneesh et Ma Anand Sheela, à quitter l’Inde et à commencer un nouvel établissement religieux aux États-Unis,.
Les discussions sur ce nouvel établissement au Big Muddy Ranch ont commencé dès 1980, mais Bhagwan Shree Rajneesh n’a accepté de déménager qu’en mai 1981, quand il s’est rendu aux États-Unis avec un visa touristique, apparemment à des fins médicales. Rajneeshpuram a été conçu dès le début comme une maison pour les adeptes de Rajneesh aux États-Unis, dont la plupart ont été invités à vendre tous leurs biens avant de s’y installer. La décision de s’enregistrer en tant que ville a été prise principalement pour que Rajneesh puisse gouverner sur ses disciples sans attirer l’attention des autorités.

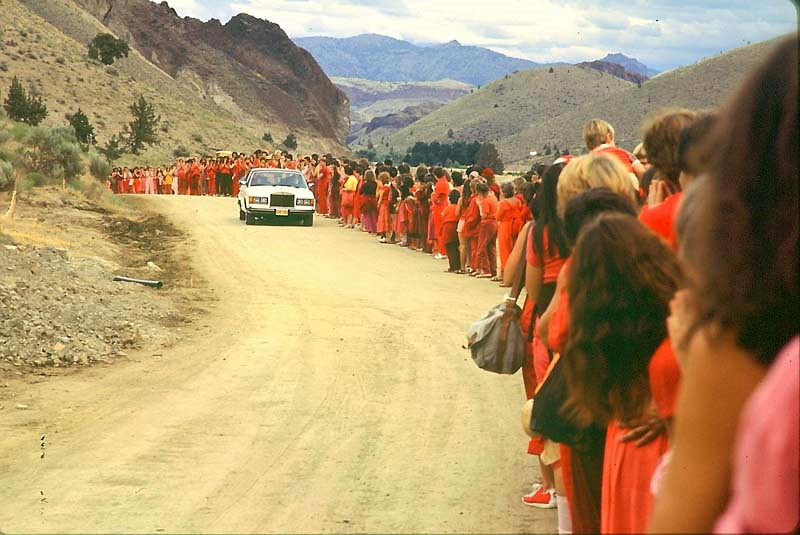
Rajneesh accueilli par des adeptes sur l’un de ses drive-bys quotidiens dans Rajneeshpuram en 1985.

Rajneeshpuram était sur le site d'une propriété de 25 993 hectares au centre de l'Oregon, connue sous le nom de Big Muddy Ranch, près du village d'Antelope, achetée par le mari de Ma Anand Sheela, John Shelfer, en 1981 pour 5,75 millions de dollars (16,2 millions de dollars de 2020).
Moins d’un an après leur arrivée, les habitants de la commune d'Antelope s’étaient engagés dans une série de batailles juridiques avec leurs voisins, principalement sur l’utilisation des terres.
Les disciples de Rajneesh avaient initialement déclaré qu’ils prévoyaient de créer une petite collectivité agricole, dont les terres seraient zonées pour l’agriculture, mais il est vite devenu évident qu’ils voulaient établir le type d’infrastructures et de services normalement associés à une ville.
En moins de trois ans, les néo-sannyasins (disciples de Rajneesh, également appelés Rajneeshees dans les rapports de presse) ont développé une communauté près de la ville d'Antelope, transformant le ranch d’une propriété rurale vide en une ville pouvant atteindre 7 000 personnes, avec une infrastructure urbaine typique comme un service d’incendie, un poste de police, des restaurants, des centres commerciaux, des maisons de ville, une piste d’atterrissage de 1 300 mètres, un système de transport public par autobus, une usine de récupération des eaux usées, un réservoir et un bureau de poste avec le code postal 97741.
On pense que la population réelle pendant cette période est potentiellement beaucoup plus élevée que ce qu’ils prétendaient, et les néo-sannyasins peuvent être allés jusqu’à cacher des lits et des citoyens lors des enquêtes. Divers conflits juridiques, principalement sur l’utilisation des terres, ont dégénéré en hostilité amère entre la commune et les résidents locaux, et la commune a été soumise à des pressions soutenues et coordonnées de diverses coalitions de résidents de l’Oregon pendant toute sa durée d’existence.

### Tensions croissantes avec les habitants d'Antelope

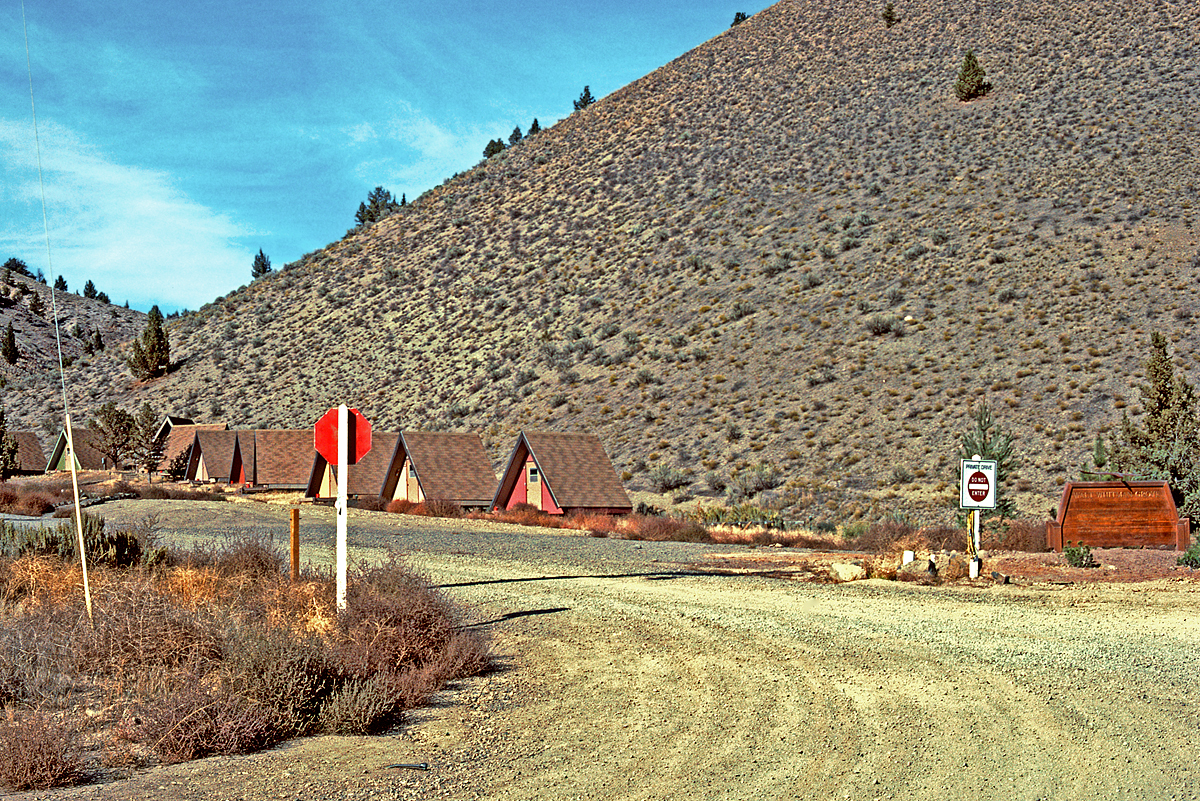
Maisons d’hôtes construites par les disciples de Rajneesh à Rajneeshpuram en 1985.

La ville d’Antelope, en Oregon, est devenue un point important du conflit. C’était la ville la plus proche du ranch, et avait une population de moins de 60 habitants. Au début, les disciples de Rajneesh n’avaient acheté qu’un petit nombre de terrains à Antelope. Après l'implication du groupe militant 1000 Friends of Oregon, la ville d'Antelope a refusé aux disciples de Rajneesh une licence commerciale pour leur opération de vente par correspondance. Ainsi, de plus en plus de disciples de Rajneesh ont déménagé dans la ville. En avril 1982, le conseil municipal d'Antelope a tenu un vote pour se dés-incorporer elle-même, afin d'éviter d’être reprise par les disciples de Rajneesh.

### Rôle dans les attaques bioterroristes de 1984
En 1984, Sheela Silverman a coordonné une attaque aux côtés des citoyens de Rajneeshpuram pour infecter les bars à salade d’au moins dix restaurants du comté de Wasco avec la salmonelle, dans une tentative de neutraliser la population votante de la ville de The Dalles afin que leurs propres candidats remportent les élections du comté de Wasco en 1984. Alors que 751 personnes, dont plusieurs fonctionnaires du comté de Wasco, ont été infectées et que 45 personnes ont été hospitalisées, il n’y a pas eu de décès. Cet incident est toujours considéré comme la plus grande attaque bioterroriste de l’histoire des États-Unis.
Les résidents locaux, soupçonnant Rajneeshpuram d’être impliqué dans les empoisonnements, se sont rendus en masse le jour de l’élection pour les empêcher de gagner des positions de comté. Les néo-sannyasins ont finalement retiré leur candidat du scrutin de novembre 1984, rendant leur complot infructueux.

### Cinéma
- Wild Wild Country - série documentaire (6x1h) - Netflix (2020)